# Mogollonkulturen

Karta över viktiga förhistoriska arkeologiska kulturer i sydvästra USA och nordvästra Mexico

En karta som visar mogollons och hohokams utbredning.

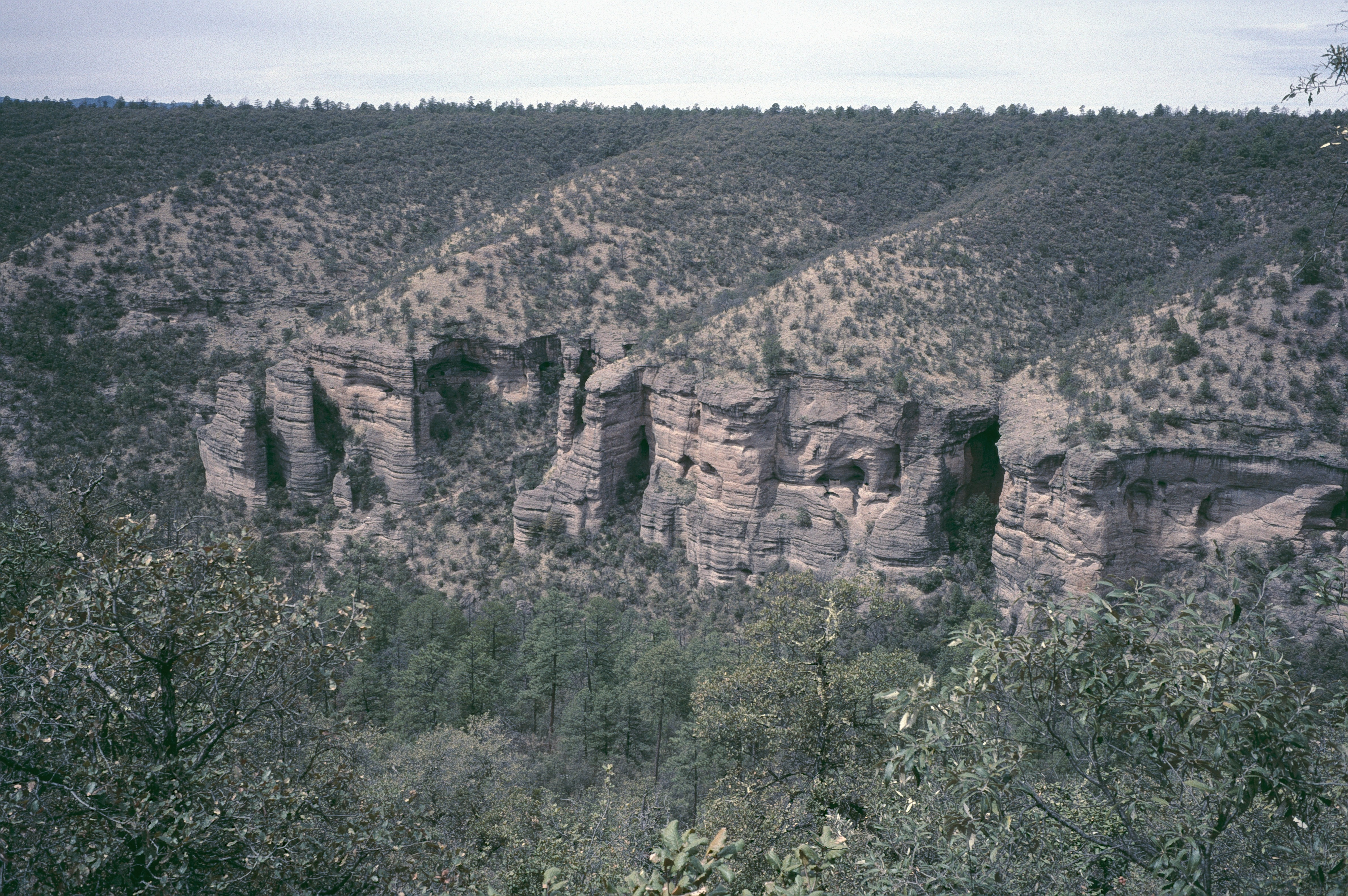
Klippväggen i ravinen, the Cueva de las Ventanas klippboning är lokaliserad till vänster om centrum över den avfallstäckta konen.

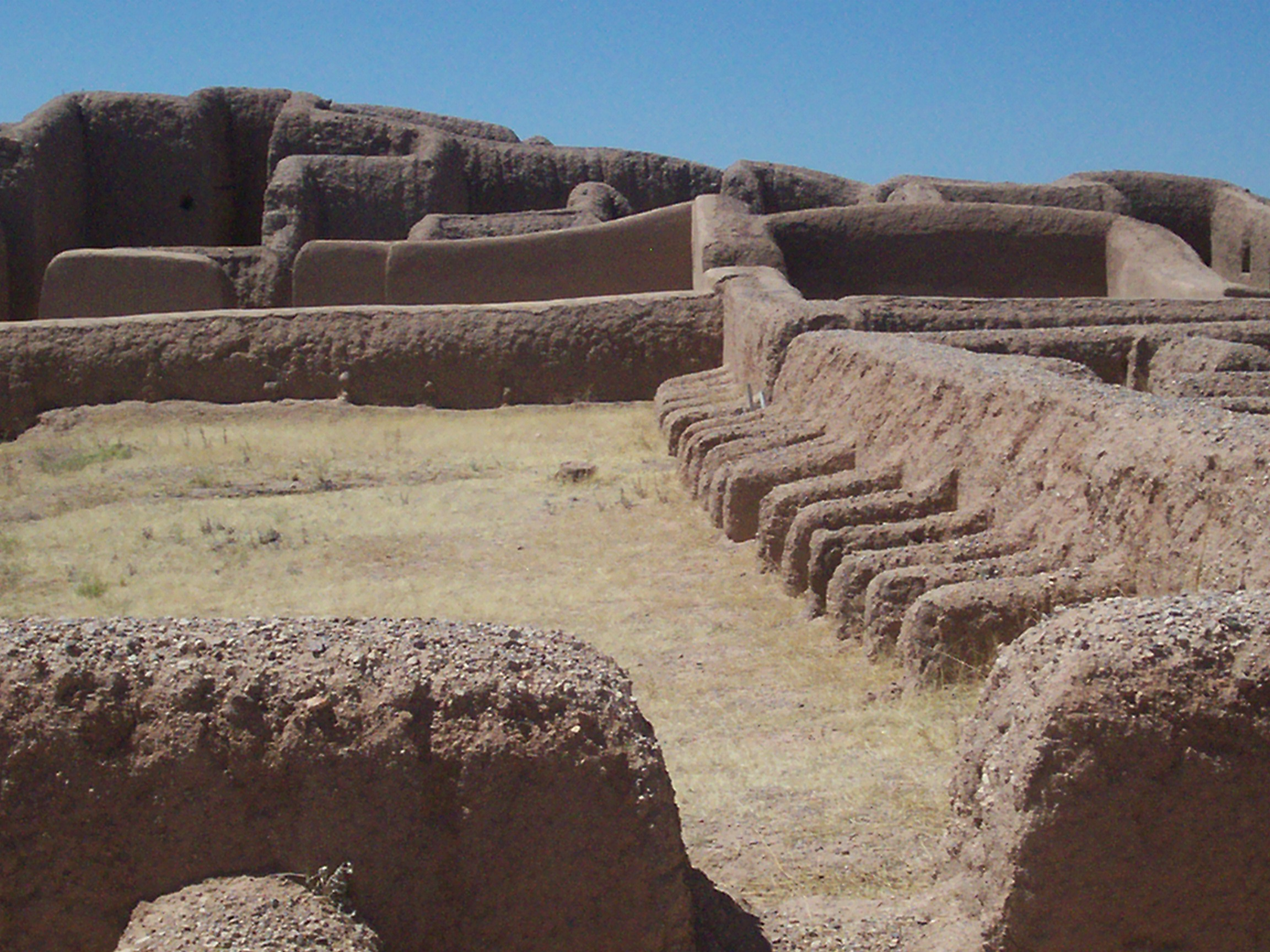
Macaw Pens vid Paquimé, Chihuahua

Mogollonkulturen var en förhistorisk kultur i sydvästra Nordamerika från cirka 200–1450 e.Kr. Kulturens bärare levde i den mestadels bergiga regionen i vad som nu är sydöstra Arizona och sydvästra New Mexico, Kulturen är uppkallad efter Mogollonbergen, där de första fynden av kulturen gjordes. Bergen döptes i sin tur efter den spanske guvernören i Nuevo Mexiko från 1712 till 1715, Juan Ignacio Flores Mogollón. 

## Upptäckt och definition, tidsomfång och utveckling
Mogollonkulturen definierades av H. S. Gladwin 1934. Det var under utgrävningar av Gila Cliff Dwellings den upptäcktes. Kulturen beskrevs vetenskapligt av Emil W. Haury 1936. Han använde kombinationen av grophus och två typiska keramiska stilar för att skilja kulturen från grannkulturer i tid och rum. Joe Ben Wheat introducerade 1955 en tidsindelning i fem perioder av Mogollonkulturen.
Kulturen började utvecklas mellan 200 f.Kr. och 2oo e.Kr., enligt olika uppgifter. Kulturen antas ha utvecklats ur den tidigare Cochisekulturen, med ytterligare influenser från andra håll. Den slutade antingen genom att smälta samman med Anasazikulturen omkring 1400 eller existerade den fram till spanjorernas första inträngande i området omkring 1540. Mogollonkulturen upphörde troligen av för oss okända orsaker på 1400-talet. Människorna kanske övergav sina byar, och skingrades eller anslöt sig till andra bygrupper. Kulturen växte fram från föregångare i den arkaiska perioden sannolikt Cochisekulturen. Den ärvde produktionen av keramik troligen från Mexiko eller från Hohokamkulturen  och möjligen också de äldsta hustyperna från den närliggande Hohokamkulturen. Bärarna av Mogollonkulturen hade sedan ett starkt inflytande på den efterföljande Anasazikulturen i norr. Majoriteten av befolkningen talade troligen ett pentutispråk.  
Mogollonkulturen har delats in i olika utvecklingsperioder, även om konsensus saknas på grund av ofullständiga bevis och på grund av de olika utvecklingshastigheterna över det enorma geografiska område som dessa människor bebodde. När forskare talar om Mogollonkulturen i allmänhet hänvisar de dock ofta till fem utvecklingsperioder:  Mogollon 3, 650-850; Mogollon 4, 850-1000; och Mogollon 5, 1000–1450, som inkluderar den klassiska Mimbres-fasen, 1050–1200. 

## Indelning i olika perioder
| Tid                        | Epok         | Beskrivning |
| -------------------------- | ------------ | --- |
| 200 e.Kr.                  | Mogollon I   | Under första perioden bodde man i små byar med runda grushus, vars golv låg 25 till 100 cm under marknivån. Ingången var en liten tunnel. De försörjde sig huvudsakligen genom att samla vilda frön, rötter och nötter. Jordbruket var inte utvecklat vid denna tid. Jakten fokuserade på små byten, som kaniner och ödlor, som kunde fångas i nät eller snaror. Keramik tillverkades och skilde sig till sin typ från den som skulle utvecklas av närliggande grupper. Den första keramiken som tillverkades av Mogollon var välgjord redan från början. Hantverket kan ha importerats från Mexiko. |
| 650 e.Kr.                  | Mogollon II  | Samma grundmönster av försörjning fortsatte i period 2, förutom att fler sorters keramik dök upp och man började med majsodling. Jakten inriktades på större vilt som hjortar. Man bodde fortsatt i grophus. |
| 650 e.Kr. till 850 e.Kr.   | Mogollon III | Jacals Period: Förändringarna var att ytterligare keramiktyper skapas. Man övergick från runda, lätt byggda grophus till mer kraftigt byggda grophus. Man anägger separata ceremoniella gropstrukturer, eller så kallade kivas. Utseendet på kiwas tyder på påverka från förfäderna till Anasazikulturen, vars bosättningsområde låg i norra New Mexico. |
| 1000 e.Kr. till 1150 e.Kr. | Mogollon IV  | Klassisk period: Under perioden fortsatte försörjningssättet som tidigare. Grophusen byggdes mera av sten, vilket pekar mot kulturen för förkultur till pueblos. Keramikformerna blev mer varierade och sofistikerade. |
| 1150 e.Kr. till 1450 e.Kr. | Mogollon V   | Under femte perioden, särskilt Mimbres-fasen, skedde stora förändringar: grophusen ersattes av flervånings hus av lera och lertegel som byggdes på marknivå och var en till tre våningar höga. Dessa pueblobyar innehöll ibland 40 till 50 rum oftast runt ett öppet rum, torg. Det är uppenbart inflytande från pueblokulturens förfäder. Arkeologiskt har man visat att Anasazikulturen och individer från Mogollon levde fredligt i samma byar. Kulturen delades i grupperna Casas Grandes, Mimbre (Cibola), Salado-gruppen.                                                                      |

## Bostäder och försörjning
De första Mogollonhusen var grophus, men blev senare fristående hus av sten och lertegel. Från omkring år 1000 föredrog de att bygga så kallade pueblos. Till skillnad från Anasazi var kultplatserna (Kiva) av underordnad betydelse för Mogollonkulturen. 
Mogollon utvecklade ett högkvalitativt jordbruk med konstgjord bevattning och de förädlade frukter som man hade som grödor. Andra produkter som kulturen är känd för var ett brett utbud av verktyg, keramik, korgarbeten samt smycken av turkos, sten och snäckor. Smyckena utgjorde också handelsvaror i ett stort omland. Mogollon antas vara förfäder till  Pueblokultur som fortlever.Mogollon i sydöst, levde i ett bergigare område med skogar och snårskog, och var också samlare av växtföda.

## Bebyggelseområde
Bosättningsområdet för Mogollonkulturen ligger huvudsakligen i södra delen av de amerikanska delstaterna Arizona och New Mexico. Det avgränsas av Little Colorado River i norr, Verde River i väster och Pecos River i öster. Den södra gränsen är inte skarpt definierad, inflytelsesfären för kulturen sträckte sig till Texas och dagens Mexiko till den bergiga och ökenartade regionen väster om Chihuahua och några områden öster om Sonora. Regionen som helhet är ett kargt högland som var glest skogbevuxet trots det torra klimatet. I området var främst bergskedjor och platåer bebodda, medan de låglänta öknarna och halvöknarna användes knappt.
Mogollonkulturen har delats regionalt efter olika flodsystem. Den avgränsas av Mimbres med bosättning i Mimbresflodens dalgång och Pine Lawn eller Cibola-Mogollon i San Franciscoflodens dalgång i New Mexico, Point of Pines vid Black River, San Simon vid San Simon River och Forestdale-Mogollon efter Forestdale Creek i Arizona.
Jornada-Mogollon är uppkallade efter Jornada del Muerto (Dödens väg), längs vilken de viktigaste bosättningarna i denna undergrupp grävdes ut. De bosatte sig i södra och östra delen av hela området i en båge från El Paso genom Texas och i New Mexico nästan till Albuquerque. Kulturens invånare utvecklade olika jordbruksmetoder, keramikstilar och byggnadsformer för hyddor och underjordiska förrådshus.  En analys av keramikstilar och hällristningar avslöjade att de hade en nära kulturell koppling till Paquimé även kända som Casas Grandes som levde cirka 250 till 300 km söderut. Materiella varor utbyttes dock inte i stor skala, båda kulturerna fick obsidian från helt olika platser, trots stora avstånd mellan källan för obsidian och platsen fyndplatsen i båda kulturerna.